# Liste der Ministerpräsidenten des Landes Nordrhein-Westfalen
Liste der Ministerpräsidenten des Landes Nordrhein-Westfalen und von Lippe.

## Lippe
| Amtszeit                   | Ministerpräsident | Partei | Partei    | Kabinett            | Bemerkungen                                                                                | Bild |
| Mai 1945 – 21. Januar 1947 | Heinrich Drake    |        | parteilos | Kabinett Drake VIII | ernannt (durch Vereinigtes Königreich) gleichzeitig Ministerpräsident von Schaumburg-Lippe |      |

## Nordrhein-Westfalen
| Nr. | Amtszeit                              | Ministerpräsident | Partei | Partei                         | Kabinett                                                                      | Bemerkungen | Bild |
| 1   | 30. August 1946 – 19. April 1947      | Rudolf Amelunxen  |        | parteilos, ab 1947 Zentrum     | Kabinett Amelunxen I, II                                                      | ernannt (durch Vereinigtes Königreich)                                                                                   |      |
| 2   | 16. Juni 1947 – 19. Februar 1956      | Karl Arnold       |        | CDU                            | Kabinett Arnold I, II, III                                                    | vom 27. Juli bis 15. September 1950 geschäftsführend, abgewählt durch konstruktives Misstrauensvotum                     |      |
| 3   | 20. Februar 1956 – 20. Juli 1958      | Fritz Steinhoff   |        | SPD                            | Kabinett Steinhoff                                                            | |      |
| 4   | 21. Juli 1958 – 7. Dezember 1966      | Franz Meyers      |        | CDU                            | Kabinett Meyers I, II, III                                                    | abgewählt durch konstruktives Misstrauensvotum                                                                           |      |
| 5   | 8. Dezember 1966 – 19. September 1978 | Heinz Kühn        |        | SPD                            | Kabinett Kühn I, II, III                                                      | |      |
| 6   | 20. September 1978 – 26. Mai 1998     | Johannes Rau      | SPD    | Kabinett Rau I, II, III, IV, V |                                                                               | |      |
| 7   | 27. Mai 1998 – 20. Oktober 2002       | Wolfgang Clement  | SPD    | Kabinett Clement I, II         | Amtsaustritt durch Übernahme des Bundesministeriums für Wirtschaft und Arbeit | |      |
| 7   | 21. Oktober 2002 – 5. November 2002   | Michael Vesper    |        | Kabinett Clement I, II         | GRÜNE                                                                         | kommissarisch |      |
| 8   | 6. November 2002 – 21. Juni 2005      | Peer Steinbrück   |        | SPD                            | Kabinett Steinbrück                                                           | Amtsverlust durch Wahlniederlage                                                                                         |      |
| 9   | 21. Juni 2005 – 14. Juli 2010         | Jürgen Rüttgers   |        | CDU                            | Kabinett Rüttgers                                                             | vom 9. Juni bis 14. Juli 2010 geschäftsführend, Amtsverlust durch Wahlniederlage                                         |      |
| 10  | 14. Juli 2010 – 27. Juni 2017         | Hannelore Kraft   |        | SPD                            | Kabinett Kraft I, II                                                          | von 14. Juli 2010 bis 19. Juni 2012 in einer Minderheitsregierung, Amtsverlust durch Wahlniederlage                      |      |
| 11  | 27. Juni 2017– 26. Oktober 2021       | Armin Laschet     |        | CDU                            | Kabinett Laschet                                                              | Rücktritt wegen Annahme eines Bundestagsmandats am 25. Oktober 2021, danach bis 26. Oktober 2021 geschäftsführend im Amt |      |
| 11  | 26. Oktober 2021 – 27. Oktober 2021   | Joachim Stamp     |        | FDP                            | Kabinett Laschet                                                              | kommissarisch |      |
| 12  | seit 27. Oktober 2021                 | Hendrik Wüst      |        | CDU                            | Kabinett Wüst I & II                                                          | |      |